# میمی اسمیت
میمی اسمیت (انگلیسی: Mamie Smith; ۲۶ مهٔ ۱۸۹۱ – ۱۶ سپتامبر ۱۹۴۶) بازیگر، رقصنده و خوانندهٔ بلوز و جاز اهل ایالات متحده آمریکا بود. در سال ۱۹۲۰، او نخستین هنرمند سیاه‌پوست آمریکایی بود که صفحاتی از آواز بلوز پر کرد.

## آغاز زندگی
رابینسن در سال ۱۸۹۱ در سینسیناتی، اهایو به دنیا آمد. سال تولد او پیشتر ۱۸۸۳ ذکر شده بود، امّا در سال ۲۰۱۸، محقق جان ارمیا سالیوان شناسنامهٔ او را کشف کرد که طبق آن ۱۸۹۱ سال تولد واقعی اوست.
زمانی که او حدود ۱۰ سال داشت، با یک گروه سفیدپوست، به نام چهار میچل رقصنده (به انگلیسی: Four Dancing Mitchells)، کار می‌کرد. در نوجوانی برای برادران تات کار می‌کرد. در سال ۱۹۱۳، او از برادران تات جدا شد برای ادامهٔ حرفه اش در خوانندگی به هارلم رفت و با ویلیام «اسمیتی» اسمیت، خواننده، ازدواج کرد.

## دوران حرفه‌ای

### موسیقی
در ۱۴ فوریهٔ ۱۹۲۰، اسمیت دو ترانهٔ آن چیز به نام عشق (That Thing Called Love) و یه مرد خوب رو نمی‌تونی نگه داری (You Can't Keep a Good Man Down) را برای لیبل اکه در شهر نیویورک ضبط کرد، پس از اینکه پری بردفورد، ترانه‌سرا و رهبر گروه آفریقایی-آمریکایی، فرد هاگار را برای شکستن سد نژادی در ضبط موسیقی متقاعد کرد. اکه رکوردز ترانه‌های مهم بسیاری از موسیقیدانان سیاه‌پوست ضبط کرد. اگرچه این نخستین ضبط صدای یک خوانندهٔ بلوز سیاه‌پوست بود، نوازندگان پشتیبان همگی سفیدپوست بودند. هاگار از گروه‌های تندرو شمالی و جنوبی تهدیدهایی دریافت کرده بود که می‌گفتند اگر برای خوانندهٔ سیاه‌پوستی صفحه‌ای ضبط کند، شرکتش را تحریم می‌کنند. علیرغم این تهدیدها، این آلبوم موفقیتی تجاری بود و در را برای موسیقیدانان سیاه‌پوست بیشتری برای ضبط موسیقی باز کرد.
بزرگترین موفقیت اسمیت بعداً در ۱۰ اوت ۱۹۲۰ ضبط شد، زمانی که او مجموعه‌ای از ترانه‌های ساختهٔ پری بردفورد را ضبط کرد، از جمله، «بلوز دیوانه» (Crazy Blues) و «همین جاست (اگه نمی‌گیریش، مشکل من نیست)» (It's Right Here for You (If You Don't Get It) 'Tain't No Fault of Mine) را دوباره برای اکه رکوردز ضبط کرد. یک میلیون نسخه در کمتر از یک سال فروش رفت. آمریکایی‌های آفریقایی تبارخریداران صالی این صفحه‌ها بودند و افزایش شدیدی در فروش «ضبط‌های نژادی» به وجود آمد. به علّت اهمیت تاریخی آن، «بلوز دیوانه» در سال ۱۹۹۴ وارد تالار مشاهیر گرمی شد و در سال ۲۰۰۵ برای نگهداری در فهرست ملی ضبط اصوات کتابخانه کنگره انتخاب شد.

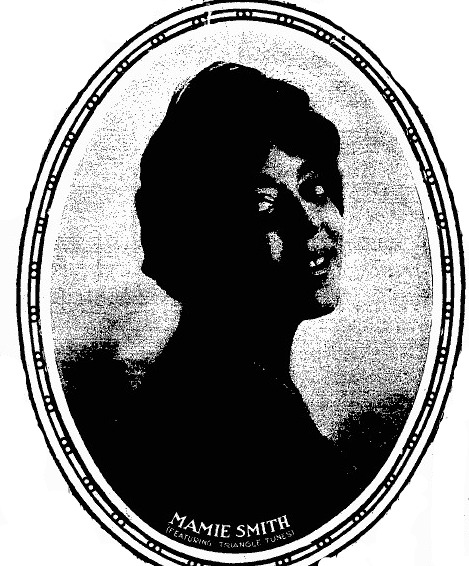
گراووری ازاسمیت در ۱۹۲۱

اگرچه موسیقی سایر آمریکایی‌های آفریقایی‌تبار قبلاً ضبط شده بودند، مانند جرج دبلیو جانسن در دهه ۱۸۹۰، آنها موسیقی‌ای اجرا می‌کردند که طرفداران قابل توجهی در میان مخاطبان اروپایی-آمریکایی داشت. موفقیت رکورد اسمیت باعث شد شرکت‌های ضبط به دنبال ضبط سایر خوانندگان بلوز زن باشند و عصری را آغاز کرد که امروزه تحت عنوان بلوز کلاسیک زنان شناخته می‌شود.
اسمیت در طول دههٔ ۱۹۲۰ به ضبط‌هایی محبوب برای اکه ادامه داد. در سال ۱۹۲۴ او سه نسخه باایجکس رکوردز منتشر کرد، که اگرچه به شدت تبلیغ شد، اما فروش خوبی نداشت. او چند ضبط هم برای ویکتور داشت. او با گروه خود، میمی اسمیت اند جز هاوندز (Mamie Smith & Her Jazz Hounds)، در ایالات متحده و اروپا تور برگزار می‌کرد.
از او به عنوان «ملکه بلوز» یاد می‌شد، عنوانی که بعداً بسی اسمیت با نام «امپراتریس بلوز» روی دست او آمد. میمی اسمیت دریافت که رسانهٔ جمعی جدید رادیو وسیله‌ای برای جذب طرفداران بیشتری به خصوص در شهرهایی با مخاطبان عمدتاً سفیدپوست فراهم می‌کند. برای مثال، او و چند نفر از اعضای گروهش در اوایل ماه مه ۱۹۲۳ در پورتلند، اورگان در کی‌جی‌دابلیو اجرا کردند و بازخوردهای مثبتی دریافت کردند.
اعضای گروه موسیقی جز هاوندز (از اوت ۱۹۲۰ تا اکتبر ۱۹۲۱) شامل جیک گرین، کرتیس موزلی، گاروین بوشل، جانی دان، دوپ اندروز، ارنست الیوت، پورتر گرینگر، لروی پارکر و باب فولر و (از ژوئن ۱۹۲۲ تا ژانویه ۱۹) کلمن هاوکینز، اورت رابینز، جانی دان، هرشل براسفیلد، هرب فلمینگ، باستر بیلی کوتی پرکینز، جو اسمیت، بابر مایلی و سیسیل کارپنتر بود.
علاوه بر ضبط با جز هاوندز، او همچنین تحت عنوان گروه میمی اسمیت و گروه جزش (Mamie Smith and Her Jazz Band)، شامل جورج بل، چارلز متسون، ناتان گلانتز، لری بریرز، جولز لوی جونیور، جو ساموئلز، همراه با نوازندگانی از Jazz Hounds، از جمله هاوکینز، فولر و کارپنتر. صفحاتی ضبط می‌کرد.

### سینما
اسمیت در سال ۱۹۲۹ در یکی از نخستین فیلم‌های ناطق به نام بلوز زندان ظاهر شد. او در سال ۱۹۳۱ از موسیقی بازنشسته شد. او همچنین در فیلم‌های دیگری از جمله راز در سویینگ (۱۹۴۰)، گناهکاران یکشنبه (۱۹۴۰)، بهشت دزدیده شده (۱۹۴۱)، قتل در خیابان لنکس (۱۹۴۱) و چون من تو را دوست دارم (۱۹۴۳) ظاهر شد.

## مرگ و یادبود
اسمیت در سال ۱۹۴۶ در نیویورک در حالی که بنا بر گزارش‌ها، بی‌پول بود، درگذشت. در ابتدا، براساس وب سایت آرشیو موسیقی جس آبرشت، تا سال ۱۹۶۳ اسمیت در یک گور بی‌نام و نشان به خاک سپرده شده بود، در آن سال موسیقیدانان از آلمانی غربی سنگ قبری را که بر روی آن نوشته شده بود: «میمی اسمیت (۱۹۴۶–۱۹۴۶): بانوی اول بلوز» بر آن محل نصب کردند. با کمک ویکتوریا اسپیوی، خواننده و لن کونشتات، ناشر موسیقی، جسد او به پارک یادمانی فردریک داگلاس همراه با مراسم و اجرای موسیقی منتقل شد. بعدها کمپینی در سال ۲۰۱۲ آغاز شد تا سنگ قبری بر روی محل دفن اوقرار بگیرد، که ۸۰۰۰ دلار برای این کار جمع‌آوری شد. سنگی قبری ۴ فوتی با تصویر اسمیت خریداری شد و بقیه پول به قبرستان برای نگهداری از قبور اهدا شد.